# پل جاجرود
پل شاه عباسی جاجرود پلی با قدمت ۸۵۰ ساله، بر روی رودخانه جاجرود و ۱۰ کیلومتری شمال شرق تهران در روستای سعیدآباد واقع شده است. تا پیش از ساخت سد لتیان بر روی رودخانه جاجرود این پل یکی از جاذبه‌های گردشگری تهران و نیز تا سال ۱۳۴۲ پل اصلی رفت‌وآمد مردم تهران به دماوند و مازندران بود.
این پل ز آثار دوران سلجوقیان است و در دوره های صفویه، قاجاریه و پس از آن بارها و مرمت شده است از جمله در زمان ناصرالدین شاه قاجار به دست حاج میرزا بیک نوری فراش خلوت شاه با هزینه بیست و چهار هزار تومان بازسازی شده است.
جنس سازه اصلی پل سنگ‌های کف رودخانه بوده و دارای دو دهانه بزرگ میانی به عرض هفت و طول دوازده متر و دو دهانه کوچک شرقی و غربی به عرض چهار و طول پنج متر است.